# Margarita Caballero
Margarita Caballero (Huancayo, 1951) es una escultora peruana residente en Francia que se caracteriza por trabajar en arcilla y por representar la figura humana de forma no convencional. Sus trabajos han sido expuestos con regularidad en galerías de Europa.

## Biografía

### Primeros años
Desde temprana edad, desarrolló una inclinación por las artes visuales. Las experiencias familiares y su entorno inmediato influyeron en sus primeras creaciones, especialmente en esculturas que representaban figuras femeninas con formas sólidas y expresivas.

### Formación
Inició su formación artística en la Escuela Artesanal de Miraflores en 1973, donde aprendió técnicas de cerámica utilitaria bajo la enseñanza de Pablo Iturri y Félix Oliva. Posteriormente, estudió dibujo en la Escuela Nacional de Arte y Diseño de México (1974-1976). Entre 1977 y 1980 completó sus estudios superiores en la Escuela de Bellas Artes de París y en la Universidad de Vincennes, Francia.

### Trayectoria artística
Tras finalizar su formación académica, trabajó en Francia junto a los escultores Jean Clos y Bruno Lebel. Más adelante desarrolló una trayectoria independiente, centrada en la escultura y con base en París. Desde sus inicios, ha mantenido una producción constante, incorporando técnicas contemporáneas a partir de tradiciones prehispánicas y populares. Desde 1982 ha participado en exposiciones en diversas ciudades de Europa, América Latina y África.
En 1998 realizó una exposición individual en Huancayo, en la que presentó una propuesta que integraba elementos del arte alfarero tradicional con recursos de la escultura moderna. En dicha muestra, la arcilla fue el material principal, utilizado como medio expresivo en su obra.
Su trabajo fue incluido en la antología crítica del movimiento Hora Zero, editada por el poeta Tulio Mora. En la publicación se analiza la estética y postura ideológica del grupo. El capítulo III, titulado Los simuladores del otro, reúne obras de artistas visuales y escultores vinculados a dicho movimiento, entre ellos José Diez, Oswaldo Higuchi, Carlos Ostolaza, Yulino Dávila, Margarita Caballero, Jorge Hernández y Joëlle Rapp.

## Características de su obra
Su obra se centra principalmente en la figura humana, tanto femenina como masculina, representada en actitudes cotidianas, introspectivas o expresivas. Utiliza preferentemente la arcilla, aunque también empleó materiales con madera, metal, porcelana y resinas.
Su técnica consistió en modelado a mano alzada, con un proceso continuo de construcción y deconstrucción de formas. Las piezas se caracterizaron por texturas pronunciadas y colores obtenidos del tono natural de la tierra o mediante óxidos, evitando acabados brillantes.
Caballero desarrolló una propuesta alejada de la representación tradicional. En lugar de describir o idealizar el cuerpo humano, lo abordó como un medio para explorar dimensiones simbólicas y emocionales. Según declaró, consideraba a la figura humana como la forma que concentra mayor riqueza de expresión, emoción, herencia y vida.
Su obra incorporó también motivos animales —aves, peces, felinos— tratados desde una perspectiva simbólica. Entre sus influencias se encuentran artistas como Pieter Bruegel el Viejo, Francisco de Goya y Francis Bacon.

## Listado de exposiciones
A continuación se mencionan un listado de algunas exposiciones realizadas por la artista.

### Exposiciones personales
- 2018 - Galerie La Miroiterie, Marsella
- 2013 - Galerie La Traverse, Marsella
- 2004 - Mille Feuilles Gallery, La Marsa, Túnez
- 2002 - La Minoterie, Galerie Theatre de la Joliette, Marsella
- 1996 - Embajada del Perú, París
- 1992 - Galerie Espace Temps, Perthes, Francia
- 1983 - Atelier 10 Pernety, París

### Exposiciones colectivas
- 2019 - Galería Urbana, Marsella
- 2016 - Galerie Celandon, Marsella
- 2014 - Galerie Hors du Mur, Marsella
- 2003 - Argilla, Feria Internacional de Cerámica, Aubagne, Francia
- 1999 - LirArt of all Latin America and the Caribbean at the dawn of the XXI century, UNESCO
- 1996 - Gallery Forum, Lima, Perú
- 1989 - IV Feria Internacional de Arte Contemporáneo, Londres
- 1987–1988 - Casa de América Latina, Montecarlo, Mónaco
- 1986 - IIa Bienal de La Habana, Cuba
- 1985 - IIa Bienal de Trujillo de Arte Contemporáneo, Perú
- 1982 - Salón de Listamérica

## Premios y distinciones
Recibió el reconocimiento de críticos europeos como Henry Raynal, Nicole Gresou y Bencheik Jamel Eddine, quienes destacaron su aporte a la escultura contemporánea figurativa.